# Mauro Picotto
Mauro Picotto (* 25. prosinec 1966, Cavour, Piemont, Itálie) je italský DJ a producent elektronické hudby . Předtím byl členem italské eurodance skupiny Cappella. Známým se stal hlavně svými techno-trance skladbami jako „Komodo“ (2000), „Pulsar“ (2001) a „Lizard“ (1999). Spolupracoval s mnoha techno či trance DJi, jako jsou Tiësto a Mario Più.

## Diskografie

### Alba
- BXR Superclub Compilation Volume 1 (With Mario Più Feat. Zicky – Franchino) (1999)
- Tranceformer 2000 (With Lange) (1999)
- Pressure (Feat. Megamind & Mario Più & R.A.F.) (1999)
- The Album (2000)
- Make Yourself Heard @ Homelands (2000)
- The Double Album (2000)
- BXR Superclub Compilation Volume 2 (With Mario Più Feat. Zicky & Franchino) (2000)
- The Sound of BXR (2000)
- The Lizard Man (2000)
- VIP Lounge (2001)
- In The Mix – Metamorphose (2001)
- The Triple Album (Special Edition) (2001)
- Maximal.FM Compilation Vol. 2 (2001)
- Selected Works / In The Mix (2001)
- Rush Hour (2001)
- Metamorphose & Awesome!!! (2002)
- The Others (2002)
- Live in Ibiza – Essential Selection (2002)
- Italian Techno Master (2002)
- Meganite Compilation (2004)
- Superclub (2006)
- Meganite Compilation Volume 2 (2006)
- Meganite³ (2007)
- Now & Then (2007)
- Meganite Ibiza 2007 (2007)
- Meganite – Privilege, Ibiza (2008)
- Meganite (2009)
- Best of Mauro Picotto (2010)
- 2010 (2010)
- Raveline Mix Sessions 036 (2011)
- Twentyeleven (Unmixed & Mixed) (2011)
- A Call In The Club (2017)

### Singly
- Lizard (Gonna Get You) (1999)
- Iguana (1999)
- Lizard (remix) (1999)
- Pulsar (2000)
- Arabian Pleasure (spolupráce s Mario Più) (2000)
- Pegasus (2000)
- Iguana (re-release) (2000)
- Komodo (2000)
- Baguette/Ultimahora Ibiza (2000)
- Komodo (Save a Soul) (2001)
- Bug (2001)
- Like This Like That (2001)
- Verdi (2001)
- Proximus (spolupráce s Adiemus) (2001)
- Pulsar 2002 (2002)
- Back to Cali (2002)
- Alchemist EP (2003)
- Funkytech / Funkytime (spolupráce s Fergie) (2003)
- Lizard (re-release) (2005)
- Elisir of Love (spolupráce s AYKO) (2021)